# Marie Charlotte Mbarga Kouma
Geneviève Ekomba, de son vrai nom, Marie Louise Ekorong, née le 15 juillet 1941 à Bafia au Cameroun et morte le 13 février 2008 à Rueil-Malmaison est une auteure dramatique camerounaise. Pionnière en tant que dramaturge d’Afrique subsaharienne, elle est lauréate au concours inter-africain de l’ORTF en 1973 pour La Famille africaine.

## Biographie

### Enfance, éducation et formation
Marie Louise Ekorong nait le 15 juillet 1941 à Bafia au Cameroun. En 1960, elle se marie au diplomate Godefroy Mbarga Kouma (1924-2006). Elle travaille plusieurs années au Ministère de l'information et de la culture à Yaoundé au Cameroun, en tant que membre du conseil d’administration de la Société Camerounaise de Dramaturges. Elle travaille pendant de nombreuses années à la Direction des Arts et Lettres jusqu'à la fin des années quatre-vingt-dix, avant de rejoindre ses enfants à Paris en France.

### Carrière
Elle commence sa carrière de dramaturge aux côtés de son époux diplomate. Les différentes affectations de celui-ci lui donnent l'occasion de faire des voyages en jumelant les maternités et le travail littéraire et artistique.
Dans les années 1970, elle fonde la troupe de théâtre « Les Étoiles de la capitale » et au cours des années 1980, sa troupe de ballet « Mini Yakan » qui célèbre la danse Bafia et regroupe des jeunes filles de tous les horizons, obtient un grand succès.

## Publications
Elle est auteure de plusieurs publications :
- La Famille Africaine, 1966, écrit et mis en scène en Guinée Équatoriale[3].
- Le Charlatan, en 1967[2].
- Une fille dans la tourmente, en 1968.
- Le Mariage de ma cousine, en 1972[4].
- Les insatiables : la famille africaine, 1989, Yaoundé, Cameroun[3].

## Distinctions
En 1973, elle remporte le prix du concours théâtral inter-africain de Radio-France International, pour La Famille africaine.